# Notermans

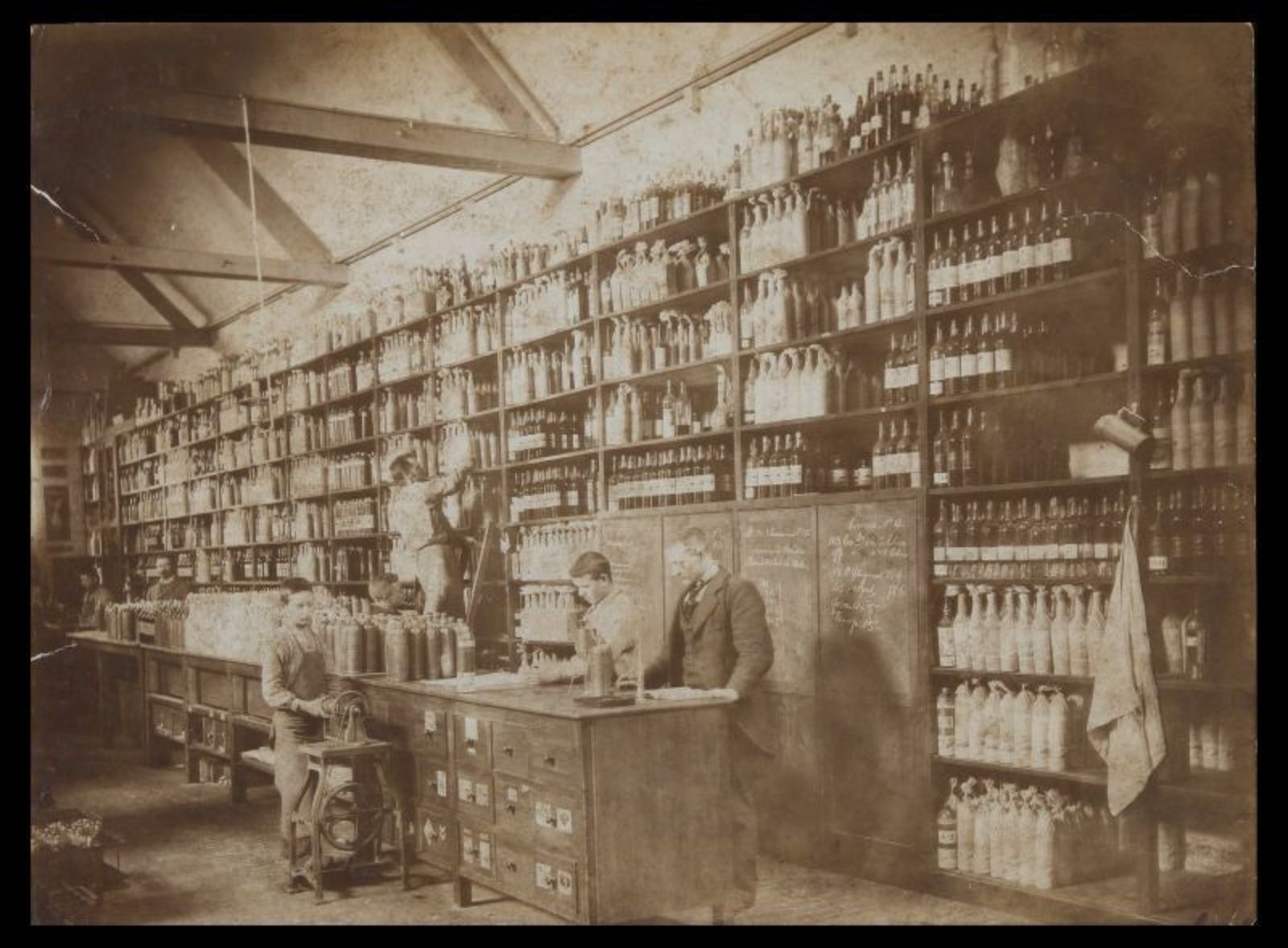
Flessenrek vullen bij Stokerij Notermans

Notermans, ook wel bekend onder de naam La Campinoise was een jeneverstokerij opgericht in 1874 door Joseph Notermans  aan de Kuringersteenweg in Hasselt. Het was in zijn beginperiode een van de grootste stokerijen in Hasselt.

## Geschiedenis
In 1874 startte Joseph Notermans (1852-1909) een bedrijf, dat de naam Likeurstokerij La Campinoise kreeg aan de Kuringersteenweg, Ze kochten elders alcohol aan en versneden deze in Hasseltse jenever en likeuren. De stokerij hield zich voornamelijk bezig met het maken van likeuren, die vaak in de prijzen vielen. Tussen 1885 en 1907 behaalde het bedrijf ruim 22 erediploma’s en gouden medailles op internationale tentoonstellingen in Europa, de Verenigde Staten en Australië. In 1896 bezat de firma tevens een bijhuis in Brussel. In 1899 verhuisde de stokerij naar de Koningin Astridlaan. 
Lambert Looienga, die in 1897 de stokerij Oranjeboom oprichtte, werkte voordien een tijdje bij stokerij Notermans.
De stokerij Notermans werd in 1949 omgevormd tot bvba, waarin ook de Hasseltse stokersfamilie Fryns zat. Fryns nam het productieproces over, terwijl Notermans de verkoop en administratie voor zijn rekening nam. Naast likeuren, begon het bedrijf ook met het maken van aperitieven, schuimwijnen, fruitsappen, limonades en bronwaters. In 1952 verhuisde het kantoor en magazijn een tweede maal van Koningin Astridlaan naar de voormalige gebouwen van Fryns aan de Runkstersteenweg. De productie verhuisde naar de Martelarenlaan, bij de hoofdgebouwen van Fryns. Fryns nam in 1964 de volledige productie over, maar behield de naam Notermans.
Het bedrijfsarchief van de stokerij Notermans wordt momenteel bewaard in het Stadsarchief Hasselt.